# Passiflora macrophylla
Passiflora macrophylla es una especie de planta fanerógama perteneciente a la familia Passifloraceae.

## Descripción
Es un árbol de 5 a 10 m de altura, desprovisto de zarcillo. Tronco recto, con ramas cilíndricas glabras. Hojas con estípulas lineares agudas; pecíolo de 2 a 3 cm, de largo y cilíndrico; lámina oblonga o ovado-oblonga de 10 a 30 cm × 7 a 15 cm, aguda o subobtusa en el ápice, redondeada o subcuneada en la base, entera en los bordes, penninervia (con 10 a 15 pares de nervios laterales), con glándulas situadas (nectarios)a ambos lados y cerca de la base del nervio central, glabra o ligeramente hirsuta en los nervios del envés, membranácea, glauca en el envés.Pedúnculos hasta de 8 cm de largo, brácteas pequeñas y setáceas. Flores blancas y perfumadas. Fruto más o menos ovoide , de 3 a 4 cm × 1 a 2,5 cm  con tres estilos remanentes; semillas aovadas amarillentos, puenteadas, de unos 6 mm de largo.

## Distribución
Esta especie está distribuida en Colombia y Ecuador entre los 300 a 2.300 m s. n. m., principalmente en los bordes de bosques y carreteras.

## Taxonomía
Passiflora macrophylla fue descrita por Spruce ex Mast. y publicado en Journal of the Linnean Society, Botany 20: 31. 1883.
Etimología
Ver: Passiflora
macrophylla: epíteto latíno que significa "con hoja grande"
Sinonimia
- Passiflora gigantifolia Harms	[4]